# Olympique Gymnaste Club de Nice Côte d'Azur 2024-2025
Questa voce raccoglie le informazioni riguardanti l'Olympique Gymnaste Club de Nice Côte d'Azur nelle competizioni ufficiali della stagione 2024-2025.

## Stagione
La stagione 2024-2025 è stata la novantottesima nella storia del club e la sua sessantacinquesima nella massima divisione. Essa ha visto il Nizza partecipare alla Ligue 1, per la ventitreesima stagione consecutiva, alla Coppa di Francia in ambito nazionale, e in UEFA Europa League in ambito europeo.

## Divise e sponsor
| Casa | Trasferta | Terza divisa |

## Rosa
Rosa aggiornata al 22 gennaio 2025.
| N. |                           | Ruolo | Calciatore          |
| -- | ------------------------- | ----- | ------------------- |
| 1  | Polonia (bandiera)        | P     | Marcin Bułka        |
| 2  | Tunisia (bandiera)        | D     | Ali Abdi            |
| 4  | Brasile (bandiera)        | D     | Dante (capitano)    |
| 5  | Egitto (bandiera)         | D     | Mohamed Abdel Monem |
| 6  | Algeria (bandiera)        | C     | Hicham Boudaoui     |
| 7  | Costa d'Avorio (bandiera) | A     | Jérémie Boga        |
| 8  | Paesi Bassi (bandiera)    | C     | Pablo Rosario       |
| 9  | Nigeria (bandiera)        | A     | Terem Moffi         |
| 10 | Francia (bandiera)        | C     | Sofiane Diop        |
| 11 | Francia (bandiera)        | C     | Morgan Sanson       |
| 14 | Algeria (bandiera)        | A     | Bilal Brahimi       |
| 15 | Germania (bandiera)       | A     | Youssoufa Moukoko   |
| 18 | Romania (bandiera)        | A     | Rareș Ilie          |
| 19 | Algeria (bandiera)        | A     | Badredine Bouanani  |
| 20 | Francia (bandiera)        | A     | Tom Louchet         |
| 22 | Francia (bandiera)        | C     | Tanguy Ndombele     |
| 23 | Svizzera (bandiera)       | D     | Jordan Lotomba      |

| N. |                    | Ruolo | Calciatore            |
| -- | ------------------ | ----- | --------------------- |
| 24 | Francia (bandiera) | A     | Gaëtan Laborde        |
| 25 | Francia (bandiera) | A     | Momo Cho              |
| 26 | Francia (bandiera) | D     | Melvin Bard           |
| 28 | Francia (bandiera) | C     | Baptiste Santamaria   |
| 29 | Francia (bandiera) | A     | Evann Guessand        |
| 31 | Francia (bandiera) | P     | Maxime Dupé           |
| 33 | Francia (bandiera) | D     | Antoine Mendy         |
| 36 | Guinea (bandiera)  | C     | Issiaga Camara        |
| 39 | Francia (bandiera) | D     | Daouda Traoré         |
| 42 | Senegal (bandiera) | D     | Yaël Nandjou          |
| 44 | Francia (bandiera) | D     | Amidou Doumbouya      |
| 45 | Nigeria (bandiera) | A     | Victor Orakpo         |
| 55 | Burundi (bandiera) | D     | Youssouf Ndayishimiye |
| 64 | Canada (bandiera)  | D     | Moïse Bombito         |
| 77 | Algeria (bandiera) | P     | Teddy Boulhendi       |
| 92 | Francia (bandiera) | D     | Jonathan Clauss       |

## Calciomercato

### Sessione estiva
| Acquisti         | Acquisti         | Acquisti         | Acquisti         |
| R.               | Nome             | da               | Modalità         |
| Altre operazioni | Altre operazioni | Altre operazioni | Altre operazioni |
| R.               | Nome             | da               | Modalità         |
| ---------------- | ---------------- | ---------------- | ---------------- |

| Cessioni         | Cessioni         | Cessioni         | Cessioni         |
| R.               | Nome             | a                | Modalità         |
| Altre operazioni | Altre operazioni | Altre operazioni | Altre operazioni |
| R.               | Nome             | da               | Modalità         |
| ---------------- | ---------------- | ---------------- | ---------------- |

### Sessione invernale
| Acquisti         | Acquisti         | Acquisti         | Acquisti         |
| R.               | Nome             | da               | Modalità         |
| Altre operazioni | Altre operazioni | Altre operazioni | Altre operazioni |
| R.               | Nome             | da               | Modalità         |
| ---------------- | ---------------- | ---------------- | ---------------- |

| Cessioni         | Cessioni         | Cessioni         | Cessioni         |
| R.               | Nome             | a                | Modalità         |
| Altre operazioni | Altre operazioni | Altre operazioni | Altre operazioni |
| R.               | Nome             | da               | Modalità         |
| ---------------- | ---------------- | ---------------- | ---------------- |

## Risultati

### Ligue 1

#### Girone di andata
| Arbitro: | Lissorgue |

|                               |           |         |
| Raveloson 44’ Coulibaly 90+4’ | Marcatori | 21’ Cho |

| Arbitro: | Dechepy |

|            |           |             |
| Clauss 53’ | Marcatori | 73’ Babicka |

| Arbitro: | Stinat |

|                    |           |                                                |
| Abdelli 67’ (rig.) | Marcatori | 6’ Ndayishimiye 25’ Boudaoui 72’, 85’ Guessand |

| Arbitro: | Millot |

|                              |           |  |
| Maupay 40’ Luis Henrique 53’ | Marcatori |  |

| Arbitro: | Léonard |

| |           |  |
| Batubinsika 4’ (aut.) Ndombele 7’ Cho 24’ Moukoko 26’, 39’ Guessand 36’ S. Diop 75’ Rosario 86’ (rig.) | Marcatori |  |

| Lens 28 settembre 2024, ore 17:00 CEST 6ª giornata | Lens     | 0 – 0 referto | Nizza | Stadio Bollaert-Delelis (37 031 spett.)\| Arbitro: \| Letexier \| |
| Arbitro:                                           | Letexier |               |       |                                                                   |

| Arbitro: | Brisard |

|          |           |                 |
| Abdi 39’ | Marcatori | 52’ Nuno Mendes |

| Arbitro: | Angoula |

|            |           |              |
| Abline 67’ | Marcatori | 72’ Guessand |

| Arbitro: | Pignard |

|                            |           |            |
| Guessand 45+1’ Laborde 71’ | Marcatori | 39’ Embolo |

| Arbitro: | Turpin |

|  |           |              |
|  | Marcatori | 42’ Guessand |

| Arbitro: | Stinat |

|                        |           |                                |
| Diop 56’ Louchet 90+6’ | Marcatori | 17’ Fernandez-Pardo 66’ Bakker |

| Arbitro: | Bastien |

|                           |           |           |
| Bard 54’ Sylla 62’ (aut.) | Marcatori | 20’ Bakwa |

| Arbitro: | Dechepy |

|                                            |           |          |
| Lacazette 4’, 41’, 69’ (rig.) Veretout 43’ | Marcatori | 22’ Diop |

| Arbitro: | Letexier |

|                                 |           |                 |
| Laborde 55’ (rig.) Bouanani 75’ | Marcatori | 90+2’ G. Lloris |

| Arbitro: | Turpin |

|                             |           |                          |
| Chotard 22’ Sainte-Luce 80’ | Marcatori | 17’ Laborde 28’ Bouanani |

| Arbitro: | Brisard |

|                                        |           |                             |
| Guessand 12’ S. Diop 34’ Laborde 45+5’ | Marcatori | 27’ Kalimuendo 49’ Truffert |

| Arbitro: | Delajod |

|                     |           |                                               |
| Itō 34’ Diakhon 71’ | Marcatori | 28’ Guessand 44’ (rig.), 64’ Laborde 86’ Abdi |

#### Girone di ritorno
| Arbitro: | Letexier |

|                               |           |             |
| Haraldsson 48’ B. Diakité 63’ | Marcatori | 29’ S. Diop |

| Arbitro: | Wattellier |

|                     |           |  |
| Guessand 7’ Cho 51’ | Marcatori |  |

| Arbitro: | Léonard |

|              |           |                    |
| McKenzie 85’ | Marcatori | 18’ (rig.) Laborde |

| Arbitro: | Lissorgue |

|                               |           |  |
| Laborde 10’ (rig.) Clauss 64’ | Marcatori |  |

| Arbitro: | Frappart |

|            |           |                                                    |
| Kechta 28’ | Marcatori | 16’ Laborde 18’ (aut.) Youté Kinkoué 90+4’ S. Diop |

| Arbitro: | Delajod |

|                         |           |  |
| Clauss 30’ Boudaoui 65’ | Marcatori |  |

| Arbitro: | Brisard |

|             |           |                                          |
| Stassin 32’ | Marcatori | 10’ Rosario 52’ (aut.) Nadé 69’ Guessand |

| Arbitro: | Bastien |

|  |           |                       |
|  | Marcatori | 78’ Cherki 83’ Nuamah |

| Arbitro: | Kherradji |

|              |           |           |
| Guessand 37’ | Marcatori | 90+4’ Ayé |

| Arbitro: | Brisard |

|                        |           |          |
| Biereth 55’ Embolo 73’ | Marcatori | 41’ Boga |

| Arbitro: | El Hadj |

|          |           |                        |
| Abdi 14’ | Marcatori | 11’ Augusto 38’ Abline |

| Arbitro: | Pignard |

|                           |           |                             |
| Emegha 51’ Amo-Ameyaw 54’ | Marcatori | 38’ Bard 90+4’ Ndayishimiye |

| Arbitro: | Stinat |

|                      |           |              |
| Rosario 36’ Abdi 47’ | Marcatori | 52’ Belkhdim |

| Arbitro: | Delajod |

|            |           |                                  |
| Fabián 41’ | Marcatori | 34’, 46’ Sanson 70’ Ndayishimiye |

| Arbitro: | Kherradji |

|            |           |  |
| Sanson 15’ | Marcatori |  |

| Arbitro: | Stinat |

|                     |           |  |
| Kalimuendo 15’, 80’ | Marcatori |  |

| Arbitro: | El Hadj |

|                                                                        |           |  |
| Guessand 16’ Laborde 19’, 75’ Bouanani 28’ (rig.) Moffi 82’ Abdi 90+4’ | Marcatori |  |

### Coppa di Francia
| Arbitro: | Kherradji |

|                                      |                      |                                          |
| Boussemart 11’                       | Marcatori            | 60’ Ndombele                             |
| J. Machado Fonovich Tamboura Perotto | Tiri di rigore 3 – 5 | Laborde Ndombele S. Diop Bouanani Clauss |

| Arbitro: | Pignard |

|  |           |         |
|  | Marcatori | 61’ Cho |

| Arbitro: | El Hadj |

|                   |           |             |
| Boudin 88’, 90+7’ | Marcatori | 54’ Louchet |

### UEFA Europa League

#### Fase campionato
| Arbitro: | Krogh |

|             |           |                 |
| Rosario 45’ | Marcatori | 18’ Barrenetxea |

| Arbitro: | Feșnic |

|                                                    |           |          |
| Pedro 20’ Castellanos 35’, 53’ Zaccagni 67’ (rig.) | Marcatori | 41’ Boga |

| Arbitro: | Anastasios Sidīropoulos |

|                    |           |  |
| Bombito 15’ (aut.) | Marcatori |  |

| Arbitro: | Berke |

|                  |           |                     |
| Boga 66’ Cho 88’ | Marcatori | 8’ Rots 60’ Lammers |

| Arbitro: | De Burgos Bengoetxea |

|              |           |                                           |
| Bouanani 83’ | Marcatori | 35’ Černý 38’ Diomande 45+3’, 54’ Igamane |

| Arbitro: | Kavanagh |

|                     |           |                |
| Ivanović 33’, 90+2’ | Marcatori | 45+1’ Guessand |

| Arbitro: | Pajač |

|                |           |  |
| Henriksson 62’ | Marcatori |  |

| Arbitro: | Xhaja |

|              |           |             |
| Bouanani 74’ | Marcatori | 54’ Bjørkan |

## Statistiche finali

### Statistiche di squadra
| Competizione     | Punti | In casa | In casa | In casa | In casa | In casa | In casa | In trasferta | In trasferta | In trasferta | In trasferta | In trasferta | In trasferta | Totale | Totale | Totale | Totale | Totale | Totale | DR  |
| Competizione     | Punti | G       | V       | N       | P       | Gf      | Gs      | G            | V            | N            | P            | Gf           | Gs           | G      | V      | N      | P      | Gf     | Gs     | DR  |
| ---------------- | ----- | ------- | ------- | ------- | ------- | ------- | ------- | ------------ | ------------ | ------------ | ------------ | ------------ | ------------ | ------ | ------ | ------ | ------ | ------ | ------ | --- |
| Ligue 1          | 60    | 17      | 11      | 4       | 2       | 38      | 15      | 17           | 6            | 5            | 6            | 28           | 26           | 34     | 17     | 9      | 8      | 66     | 41     | +25 |
| Coppa di Francia | -     | 0       | 0       | 0       | 0       | 0       | 0       | 3            | 1            | 1            | 1            | 3            | 3            | 3      | 1      | 1      | 1      | 3      | 3      | 0   |
| Europa League    | 3     | 4       | 0       | 3       | 1       | 5       | 8       | 4            | 0            | 0            | 4            | 2            | 8            | 8      | 0      | 3      | 5      | 7      | 16     | -9  |
| Totale           | -     | 21      | 11      | 7       | 3       | 43      | 23      | 24           | 7            | 6            | 11           | 34           | 36           | 45     | 18     | 13     | 14     | 76     | 60     | +16 |

### Andamento in campionato
| Giornata  | 1  | 2  | 3 | 4  | 5 | 6 | 7 | 8 | 9 | 10 | 11 | 12 | 13 | 14 | 15 | 16 | 17 | 18 | 19 | 20 | 21 | 22 | 23 | 24 | 25 | 26 | 27 | 28 | 29 | 30 | 31 | 32 | 33 | 34 |
| --------- | -- | -- | - | -- | - | - | - | - | - | -- | -- | -- | -- | -- | -- | -- | -- | -- | -- | -- | -- | -- | -- | -- | -- | -- | -- | -- | -- | -- | -- | -- | -- | -- |
| Luogo     | T  | C  | T | T  | C | T | C | T | C | T  | C  | C  | T  | C  | T  | C  | T  | T  | C  | T  | C  | T  | C  | T  | C  | C  | T  | C  | T  | C  | T  | C  | T  | C  |
| Risultato | P  | N  | V | P  | V | N | N | N | V | V  | N  | V  | P  | V  | N  | V  | V  | P  | V  | N  | V  | V  | V  | V  | P  | N  | P  | P  | N  | V  | V  | V  | P  | V  |
| Posizione | 12 | 12 | 8 | 12 | 7 | 9 | 9 | 8 | 8 | 5  | 6  | 5  | 6  | 6  | 6  | 6  | 4  | 5  | 4  | 5  | 3  | 3  | 3  | 3  | 3  | 3  | 4  | 6  | 7  | 5  | 6  | 4  | 4  | 4  |

Legenda:

Luogo: C = Casa; T = Trasferta. Risultato: V = Vittoria; N = Pareggio; P = Sconfitta.

### Statistiche dei giocatori
Sono in corsivo i calciatori che hanno lasciato la società a stagione in corso.
| Giocatore | Ligue 1  | Ligue 1 | Ligue 1     | Ligue 1    | Coppa di Francia | Coppa di Francia | Coppa di Francia | Coppa di Francia | Europa League | Europa League | Europa League | Europa League | Totale   | Totale | Totale      | Totale     |
| Giocatore | Presenze | Reti    | Ammonizioni | Espulsioni | Presenze         | Reti             | Ammonizioni      | Espulsioni       | Presenze      | Reti          | Ammonizioni   | Espulsioni    | Presenze | Reti   | Ammonizioni | Espulsioni |
| --------- | -------- | ------- | ----------- | ---------- | ---------------- | ---------------- | ---------------- | ---------------- | ------------- | ------------- | ------------- | ------------- | -------- | ------ | ----------- | ---------- |